# Terry Parsons
Terence „Terry“ Parsons (* 19. Juni 1935 in Trealaw, Glamorgan; † 8. Mai 1999 in Pen-y-graig, Mid Glamorgan) war ein walisischer Snookerspieler, der während seiner Karriere als Amateurspieler fünf Mal die walisische Snooker-Meisterschaft sowie ein Mal die Amateurweltmeisterschaft gewann.

## Leben

### Snookerkarriere
Parsons tauchte erstmals 1961 auf, als er mit 6:2 gegen John Price die walisische Snooker-Meisterschaft gewann. Auf seinem Weg ins Finale gelangen ihm Siege über Mario Berni, Aubrey Kemp und über den späteren Profi Clive Everton. Vier Jahre später gewann er die Meisterschaft zum zweiten Mal, diesmal mit 6:2 über Bob Berryman. Seinen dritten Meistertitel konnte er 1969 durch ein 6:1 über John Prosser gewinnen.
Nach mehreren Jahren Abstinenz zog er 1981 ins Viertelfinale der Snooker-Meisterschaft ein, wo er aber gegen den späteren Finalisten Elwyn Richards verlor. Im nächsten Jahr gelang ihm dann sein vierter Titelgewinn, im Finale besiegte er Mario Berni, der auch schon in den Sechzigern Erfolg hatte. Noch im selben Jahr reiste der Familienmensch Parsons nach Calgary, wo die Amateurweltmeisterschaft 1982 stattfinden sollte. Obwohl er starkes Heimweh hatte, überstand er die Gruppe mit sieben Siegen und einer Niederlage gegen den Iren Paddy Browne. In der Hauptrunde gelang ihm im Viertelfinale ein White-wash über Malcolm Bradley und im Halbfinale ein 8:5-Sieg über seinen Landsmann Wayne Jones, sodass er im Finale der Amateurweltmeisterschaft stand. Nach der ersten Session lag er schon mit 1:7 gegen Jim Bear zurück, doch am Ende siegte er mit 11:8. Ein Jahr später stand er zum fünften Mal im Finale der walisischen Meisterschaft, wo er aber mit 4:8 gegen Wayne Jones verlor. Die Revanche folgte ein Jahr später, diesmal konnte Parsons seinen fünften Titel mit einem 8:7-Sieg über Jones gewinnen. Noch im selben Jahr spielte er wieder bei einer Amateurweltmeisterschaft, die diesmal in Dublin stattfand. In seiner Gruppe gelangen ihm Siege über den kanadischen Meister Tom Finstad sowie über den schwedischen Meisterschaftsfinalisten Bengt Bjorkman, der in den folgenden Jahren sieben Mal schwedischer Meister werden sollte, sodass er mit nur zwei Niederlagen aus zehn Spiele de Hauptrunde erreichte. Im Viertelfinale besiegte er den Australier Glen Wilkinson und im Halbfinale den Engländer Chris Archer, sodass er zum zweiten Mal in Folge im Finale der Amateur-WM stand. Diesmal verlor er aber mit 7:11 gegen den Inder Omprakesh Agrawal. 1985 gewann er mit einem 5:2-Sieg über Robert Marshall das zweite Event der WPBSA Pro Ticket Series, doch er wurde nicht Profi.

### Privatleben
Neben seiner Tätigkeit als Snookerspieler war er Postbote im Rhondda Valley. In seinem Alltag reservierte er nach seiner Tour als Postbote und einem kurzen Schlaf immer ein paar Stunden zum Snooker spielen. So spielte er häufig im Pen-y-graig Labour Club, wo er auch Mitglied des Ligateams war. Mit diesem erreichte er sieben Mal das CIU team final, was das Team vier Mal gewann, zuletzt 1990. Zusätzlich gewann er fünf Mal den individuellen Preis und spielte mit einem 138er-Break das höchste Break der Turniergeschichte. Bis in seine letzten Lebensjahre spielte er auf lokaler Ebene Snooker und gewann 1998 das walisische Ü40-Event.
Parsons war verheiratet und hatte zwei Söhne sowie eine Tochter. Ende April 1999 wurde bei ihm Leukämie diagnostiziert und trotz Chemotherapie verschlechterte sich sein Zustand schnell. Am 8. Mai 1999 starb er im Alter von 63 Jahren.

## Ehrungen
Am 12. Mai 2007 fand in Parsons’ Heimatclub ihm und Alwyn Lloyd zu Ehren ein Gedenkturnier statt, welches zukünftig jährlich abwechselnd in Pen-y-graig und in Abertysswg, der Heimat von Lloyd, ausgetragen werden soll.